# Die Parallelstraße
Die Parallelstrasse (en alemany, El carrer paral·lel) és una pel·lícula documental i experimental alemanya de caràcter surrealista, dirigida per Ferdinand Khittl amb guió de Bodo Blüthner. És considerada una de les mostres més misterioses de l'anomenat Nou Cinema Alemany, i fou produïda per la nova Gesellschaft für bildende Filme. Va participar en la selecció oficial del Festival Internacional de Cinema de Sant Sebastià 1962.

## Argument
En una sala fosca, cinc homes comandats per un supervisor han de debatre, analitzar i classificar 308 documents cinematogràfics realitzats per un misteriós home.

## Repartiment
- Friedrich Joloff... Supervisor
- Ernst Marbeck ... Conseller Nr. 1
- Herbert Tiede ... Conseller Nr. 5
- Wilfried Schröpfer ... Conseller Nr. 2
- Werner Uschkurat ... 	Conseller Nr. 4
- Henry van Lyck ... Conseller Nr. 3

## Crítiques
El crític francès Robert Benayoun l'anomenà thriller filosòfic, un western de meditació que compensa tot un any d'inevitables manifestacions d'estupidesa, Jacques Rivette la va posar a la seva llista de les pel·lícules més importants de 1968. El DVD la presenta com a "obra mestra injustament oblidada del nou cinema alemany" (Martin Brady), així com diversos breus curts de Ferdinand Khittl (1924-1976) que mostren el seu talent per a experimentacions innovadores de cinema.